# Mortier de 220 mm modèle 1880
Der Mortier de 220 mm modèle 1880 (Mörser 220 mm Modell 1880) war ein französisches schweres Belagerungsgeschütz am Ende des 19. Jahrhunderts. Konstruiert wurde der Mörser von Charles Ragon de Bange und aus diesem Grunde auch als Mortier de Bange de 220 bekannt. 130 Exemplare wurden 1891 modifiziert und erhielten die Zusatzbezeichnung Modèle 1880/91.

## Beschreibung
Der „Mortier de 220 modèle 1880“ verfügte über ein gezogenes Rohr mit Hinterlader-Verschluss. Der 4.000 Kilogramm schwere Mörser ruht in einer starren, genieteten Kastenlafette ohne Rohrrücklauf. Der Rückstoß wurde über Schienen, die auf einer Plattform befestigt waren, abgebremst. Die Plattform hatte ein Gewicht von 5.000 Kilogramm. Der Transport erfolgte in zwei Lasten; an der Lafette mit Rohr wurden zwei Räder befestigt und diese mitsamt dem Rohr im Pferdezug bewegt, die Plattform wurde auf Wagen (später auf Automobile) verladen.
Im Jahre 1891 wurde das Rohr mit einer hydraulischen Rücklaufbremse ausgestattet, diese Variante des Mörsers erhielt die Bezeichnung „220 Modèle 1880/91“.

## Verwendung
Der Mörser war ursprünglich (bis 1885) in Geschützkasematten von Festungen zum indirekten Feuern aufgestellt. Die Munitionskrise gegen Ende des 19. Jahrhunderts führte zur Aussonderung der Geschütze und Einlagerung in den Depots.

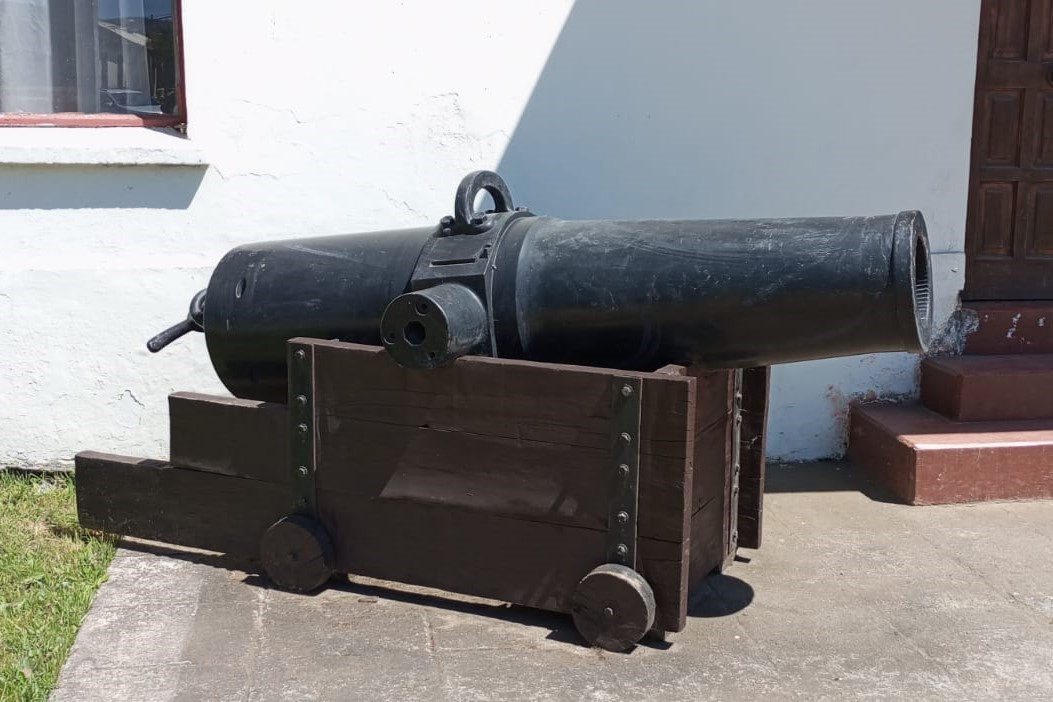
Mörser 220 mm Modell 1880, Nr. 168. Es befindet sich als Museumsstück in der Logistik- und Verwaltungskompanie Nr. 4 „Concepción“ der chilenischen Armee. Stadt: Concepción

Im Ersten Weltkrieg wurden die Mörser von der französischen Artillerie wieder hervorgeholt und eingesetzt. Eine unbekannte Anzahl wurde nach Belgien geliefert.